# Seru'a
Seruʿa (hebräisch זְרוּעָה Sərūʿah, deutsch ‚gesät‘, englisch Zeruʿa) ist ein im Jahre 1953 von Marokkanern gegründeter Moschav in Israel, die im Zuge der Vertreibung von Juden aus arabischen und islamischen Ländern nach Israel gekommen waren. Der Moschav befindet sich in der Nähe der Stadt Netivot in der Regionalverwaltung Sdot Negev im Südbezirk. 2018 zählte der Ort 433 Einwohner. Der Moshav wurde benannt nach Worten aus dem Buch Jeremia 2,2: (hebräisch בַּמִּדְבָּר בְּאֶרֶץ לֹא זְרוּעָה) in der Wüste im nicht gesäten Land. (Jer 2,2 ).